# Maximiliano Cavallotti
Maximiliano Cavallotti (Santa Teresa, Santa Fe, Argentina, 15 de noviembre de 1984) es un exfutbolista argentino. Jugaba como guardameta, actualmente está a cargo del Departamento de Fútbol de Ciudad Bolívar del Torneo Federal A de Argentina.

## Trayectoria
Jugó en las divisiones inferiores de Newell's Old Boys, club con el que firmó su primer contrato profesional.
En la temporada 2006/07 fue ascendido al plantel principal de Newell's, siendo el tercer portero por detrás de Nahuel Guzmán y el paraguayo Justo Villar. Debutó en el futbol profesional el 6 de diciembre de 2011 con Gimnasia de Jujuy en la derrota 1-0 frente a Sarmiento por Copa Argentina.
En el Campeonato de Primera B Nacional 2015 anotó dos goles de penal: uno en la derrota de su equipo 2 a 3 frente a Club Atlético Paraná del 20 de marzo de 2015 y el otro en la victoria 3 a 2 frente a Club Atlético Chacarita Juniors del 21 de junio de 2015.
Tras dejar al equipo jujeño en 2017, pasó por las filas de Argentinos Juniors, Central Córdoba y Central Norte.
El 16 de enero del 2021 fue oficialzado como nuevo refuerzo de Ayacucho F. C. para afrontar la Liga 1 2021 y Copa Libertadores 2021. Hace su debut en torneos internacionales y en Copa Libertadores frente a Gremio de Porto Alegre.

## Clubes
| Club                   | País      | Año         | PJ  |
| ---------------------- | --------- | ----------- | --- |
| Newell's Old Boys      | Argentina | 2006 - 2007 | -   |
| Gimnasia y Esgrima (J) | Argentina | 2007 - 2017 | 127 |
| Argentinos Juniors     | Argentina | 2017 - 2018 | 3   |
| Central Córdoba (SdE)  | Argentina | 2018 - 2020 | 10  |
| Central Norte          | Argentina | 2020        | 4   |
| Ayacucho F. C.         | Perú      | 2021        | 13  |
| Ciudad de Bolívar      | Argentina | 2022 - 2024 | 99  |

### Estadísticas
| Club                            | Temporada     | Liga | Liga | Copa Nacional | Copa Nacional | Copa Internacional | Copa Internacional | Otros torneos* | Otros torneos* | Total | Total |
| Club                            | Temporada     | PJ   | GR   | PJ            | GR            | PJ                 | GR                 | PJ             | GR             | PJ    | GR    |
| ------------------------------- | ------------- | ---- | ---- | ------------- | ------------- | ------------------ | ------------------ | -------------- | -------------- | ----- | ----- |
| Newell's Argentina              | 2006/07       | 0    | -    | -             | -             | -                  | -                  | -              | -              | 0     | -     |
| Newell's Argentina              | Total         | 0    | -    | -             | -             | -                  | -                  | -              | -              | 0     | -     |
| Gimnasia de Jujuy Argentina     | 2007/08       | 0    | -    | -             | -             | -                  | -                  | -              | -              | 0     | -     |
| Gimnasia de Jujuy Argentina     | 2008/09       | 0    | -    | -             | -             | -                  | -                  | -              | -              | 0     | -     |
| Gimnasia de Jujuy Argentina     | 2009/10       | 0    | -    | -             | -             | -                  | -                  | -              | -              | 0     | -     |
| Gimnasia de Jujuy Argentina     | 2010/11       | 0    | -    | -             | -             | -                  | -                  | -              | -              | 0     | -     |
| Gimnasia de Jujuy Argentina     | 2011/12       | 21   | 22   | 1             | 1             | 0                  | 0                  | 0              | 0              | 22    | 23    |
| Gimnasia de Jujuy Argentina     | 2012/13       | 0    | 0    | 0             | 0             | 0                  | 0                  | 0              | 0              | 0     | 0     |
| Gimnasia de Jujuy Argentina     | 2013/14       | 3    | 3    | 1             | 0             | 0                  | 0                  | 0              | 0              | 4     | 3     |
| Gimnasia de Jujuy Argentina     | 2014          | 2    | 2    | 0             | 0             | 0                  | 0                  | 2              | 2              | 4     | 4     |
| Gimnasia de Jujuy Argentina     | 2015          | 30   | 31   | 1             | 1             | 0                  | 0                  | 0              | 0              | 31    | 32    |
| Gimnasia de Jujuy Argentina     | 2016          | 18   | 14   | 1             | 1             | 0                  | 0                  | 0              | 0              | 19    | 15    |
| Gimnasia de Jujuy Argentina     | 2016/17       | 44   | 45   | 0             | 0             | 0                  | 0                  | 0              | 0              | 44    | 45    |
| Gimnasia de Jujuy Argentina     | Total         | 118  | 117  | 4             | 3             | 0                  | 0                  | 2              | 2              | 124   | 122   |
| Argentinos Juniors Argentina    | 2017/18       | 2    | 4    | -             | -             | -                  | -                  | -              | -              | 2     | 4     |
| Argentinos Juniors Argentina    | Total         | 2    | 4    | -             | -             | -                  | -                  | -              | -              | 2     | 4     |
| Central Córdoba (SdE) Argentina | 2018/19       | 3    | 2    | 3             | 1             | -                  | -                  | -              | -              | 6     | 3     |
| Central Córdoba (SdE) Argentina | 2019/20       | 0    | 0    | 2             | 1             | -                  | -                  | -              | -              | 2     | 1     |
| Central Córdoba (SdE) Argentina | Total         | 3    | 2    | 5             | 2             | -                  | -                  | -              | -              | 8     | 4     |
| Total carrera                   | Total carrera | 123  | 123  | 9             | 5             | 0                  | 0                  | 2              | 2              | 134   | 130   |

*Se incluyen los partidos: Desempate B Nacional 2014.